# سعید آدو
سعید آدو (فرانسوی: Saïd Haddou‎؛ زادهٔ ۲۳ نوامبر ۱۹۸۲) دوچرخه‌سوار اهل فرانسه است.
از باشگاه‌هایی که در آن رکاب زده‌است می‌توان به سن میشل–اوبر۹۳ و تیم دوچرخه‌سواری دیرکت انرژی اشاره کرد.